# Памятник Пушкину (Иркутск)
Па́мятник Алекса́ндру Сергее́вичу Пу́шкину в Ирку́тске — бюст-памятник в Правобережном округе города на улице Октябрьской Революции. Открыт 29 октября 2010 года. Автор — народный художник России Михаил Переяславец. Фон памятника — картина заслуженного художника России Владимира Кузьмина.

## История
Впервые о возведении памятника поэту Александру Пушкину в Иркутске заговорили в 2003 году. Тогда планировалось создать целую аллею скульптур драматургов в Театральном сквере: Пушкину, Тургеневу, Гоголю, Достоевскому. Летом того же года должен был появится Александр Сергеевич, однако идея в жизнь не воплотилась.
29 октября 2010 года памятник был торжественно открыт на улице Октябрьской Революции по инициативе Виктора Бронштейна с участием Геннадия Гайды.
Также в Иркутске имеется бюст А. С. Пушкина, размещающийся в биологическом корпусе Иркутского государственного медицинского университета, бюст был сохранён от разрушения благодаря стараниям сотрудника университета — профессора Л. А. Усова.